# Jobindex
Jobindex A/S er en dansk virksomhed, som administrerer oversigter over bl.a. ledige jobs, CV'er og firmaprofiler i Danmark. Virksomhedens hjemmeside består af en søgemaskine, der foretager søgninger i godt 500 andre jobbørser og private firmaers jobsider i Danmark – og jobcentrenes database Jobnet.
Virksomheden blev etableret af Kaare Danielsen i 1999.
I marts 2014 købte Jobindex A/S den danske del af den store europæiske jobportal StepStone A/S samt dennes søsterselskab It-jobbank A/S. Jobindex købte den danske del af StepStone samt it-jobbank fra den tyske Axel Springer-koncern, som StepStone har været en del af siden 2009. StepStone blev oprindeligt grundlagt i Norge i 1996 og var blandt de første digitale rekrutteringsfirmaer såvel i Danmark som i resten af Europa.

## Computerworld it-jobbank
Computerworld it-jobbank er et jobsite for it-professionelle og rekrutterende virksomheder. Computerworld it-jobbank er en del af JobIndex Media koncernen, der tæller Jobindex A/S, Computerworld, StepStone Danmark og it-jobbank. 